# Sottoelongazione

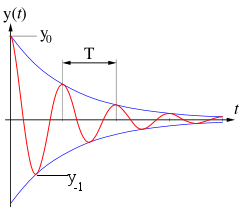
Esempio di risposta impulsiva di un sistema in funzione del tempo. I valori assunti nei punti e rappresentano rispettivamente la sovraelongazione e la sottoelongazione nella risposta del sistema.

La sottoelongazione, nella teoria dei sistemi, è un parametro utilizzato per descrivere il comportamento di un sistema durante la fase transitoria che segue una sollecitazione al sistema stesso. In particolare, per sistemi a risposta impulsiva e oscillatoria caratterizzati da una funzione di trasferimento di ordine pari, la sottoelongazione rappresenta il secondo picco dell'oscillazione, successivo alla sovraelongazione (primo picco della risposta). 
Concettualmente, la sottoelongazione rappresenta la risposta (reazione) del sistema agli effetti immediati derivanti da una sollecitazione, rappresentatibili con la sovraelongazione. Un esempio è rappresentato da un pendolo: il sistema, nel suo stato a riposo è fermo ma se si dà un colpo al pendolo (sollecitazione), questo farà sì che il pendolo si sposterà bruscamente  fino a un determinato punto per poi arrestarsi  e tornare indietro in direzione opposta fino a fermarsi ancora per poi riprendere il ciclo con oscillazioni sempre meno pronunciate fino a tornare allo stato di riposo. Questo comportamento è un tipico esempio modellabile con un sistema dinamico lineare: il colpo dato al pendolo fermo rappresenta una sollecitazione al sistema a riposo, il punto di massima oscillazione raggiunto per effetto diretto del colpo viene modellato come la sovraelongazione rispetto al punto di riposo, il punto di massima oscillazione raggiunto al ritorno nella direzione opposta, per reazione del sistema, viene modellato come la sottoelongazione rispetto al punto di riposo.

## Definizione
In un sistema dinamico lineare la sottoelongazione (relativa) σ viene definita nel modo seguente:
{\displaystyle \sigma ={\frac {{\bar {y}}-y_{\min }}{\bar {y}}}}
dove {\displaystyle {y_{\min }}} è il minimo valore assunto dall'uscita del sistema e {\displaystyle {\bar {y}}} l'uscita all'equilibrio.
Nei sistemi a risposta impulsiva, il confronto tra sovraelongazione e sottoelongazione è fondamentale per determinare la stabilità del sistema stesso quando viene sottoposto a una sollecitazione esterna. Infatti:
- quando la sottoelongazione risulta inferiore (in valore assoluto) rispetto alla sovraelongazione, ci si trova in presenza di uno smorzamento che, per oscillazioni successive, porta il sistema a convergere a una situazione di regime stabilizzata;
- quando la sottoelongazione risulta superiore (in valore assoluto) rispetto alla sovraelongazione, ci si trova in presenza di un effetto di amplificazione dello scostamento rispetto al valore medio di equilibrio, situazione che indica che il sistema è instabile:
- quando la sottoelongazione risulta uguale (in valore assoluto) rispetto alla sovraelongazione, ci si trova in presenza di un'oscillazione stabile, il che indica che il sistema raggiunge una situazione di equilibrio dinamico, sotto forma di oscillazione stazionaria attorno a un valor medio.

La teoria trova una sua applicazione nei sistemi a controllo automatico: un modo per controllare la stabilità del sistema consiste infatti nel realizzare meccanismi di retroazione il cui scopo è proprio quello di agire sulla sottoelongazione, smorzando gli effetti della sovraelongazione per portare il sistema in una situazione stabilizzata a regime, che viene raggiunta tanto più velocemente quanto più la sottoelongazione è ridotta rispetto alla sovraelongazione.